# 19290 Schroeder
19290 Schroeder è un asteroide della fascia principale. Scoperto nel 1996, presenta un'orbita caratterizzata da un semiasse maggiore pari a 2,2854677 UA e da un'eccentricità di 0,2282514, inclinata di 23,28386° rispetto all'eclittica.